# Lobelia kalobaensis
Lobelia kalobaensis là loài thực vật có hoa trong họ Hoa chuông. Loài này được E.Wimm. ex Thulin mô tả khoa học đầu tiên năm 1983.